# Spanje op de Paralympische Winterspelen 2018
Spanje was een van de landen die deelnam aan de Paralympische Winterspelen 2018 in Pyeongchang, Zuid-Korea.

## Medailleoverzicht
| Sport       | Paralympiër                                         | Onderdeel                            | Medaille |
| ----------- | --------------------------------------------------- | ------------------------------------ | -------- |
| Alpineskiën | Yon Santacana Maiztegui Gids: Miguel Galindo Garces | Supercombinatie, visueel beperkt (m) | Zilver   |
|             |                                                     |                                      |          |
| Snowbaorden | Astrid Fina Paredes                                 | Snowboardcross, SB-LL2 (v)           | Brons    |

## Deelnemers en resultaten
(m) = mannen, (v) = vrouwen 

### Alpineskiën
| Paralympiër                                         | Onderdeel                            | Resultaat | Prestatie      |
| --------------------------------------------------- | ------------------------------------ | --------- | -------------- |
| Yon Santacana Maiztegui Gids: Miguel Galindo Garces | Afdaling, visueel beperkt (m)        | 4e        | 1:27.40        |
| Yon Santacana Maiztegui Gids: Miguel Galindo Garces | Super G, visueel beperkt (m)         | 4e        | 1:29.01        |
| Yon Santacana Maiztegui Gids: Miguel Galindo Garces | Supercombinatie, visueel beperkt (m) | Zilver    | 2:15.13        |
| Yon Santacana Maiztegui Gids: Miguel Galindo Garces | Reuzenslalom, visueel beperkt (m)    | 7e        | 2:20.34        |
| Yon Santacana Maiztegui Gids: Miguel Galindo Garces | Slalom, visueel beperkt (m)          | DNF       | Niet gefinisht |

### Snowboarden
| Paralympiër                      | Onderdeel                  | Resultaat | Prestatie |
| -------------------------------- | -------------------------- | --------- | --------- |
| Victor Manuel Gonzalez Fernandez | Snowboardcross, SB-LL1 (m) | 13e       | 3:00.00   |
| Victor Manuel Gonzalez Fernandez | Slalom, SB-LL1 (m)         | 12e       | 1:21.59   |
|                                  |                            |           |           |
| Astrid Fina Paredes              | Snowboardcross, SB-LL2 (v) | Brons     | 1:23.11   |
| Astrid Fina Paredes              | Slalom, SB-LL2 (v)         | 6e        | 1:07.11   |

Andorra · Argentinië · Armenië · Australië · België · Bosnië en Herzegovina · Brazilië · Bulgarije · Canada · Chili · China · Denemarken · Duitsland · Finland · Frankrijk · Georgië · Griekenland · Groot-Brittannië · Hongarije · IJsland · Iran · Italië · Japan · Kazachstan · Kroatië · Mexico · Mongolië · Nederland · Nieuw-Zeeland · Noord-Korea · Noorwegen · Oekraïne · Oezbekistan · Oostenrijk · Polen · Roemenië · Servië · Slovenië · Slowakije · Spanje · Tadzjikistan · Tsjechië · Turkije · Verenigde Staten · Wit-Rusland · Zuid-Korea · Zweden · Zwitserland
Neutrale paralympische atleten